# Obština Ivanovo
Obština Ivanovo (bulharsky Община Иваново) je bulharská jednotka územní samosprávy v Rusenské oblasti. Leží ve středním Bulharsku v Dolnodunajské nížině, u Dunaje a hranic s Rumunskem. Sídlem obštiny je ves Ivanovo, kromě ní zahrnuje obština 12 vesnic. Žije zde téměř 8 tisíc obyvatel.

## Sídla
| - Božičen - Cerovec - Červen - Ivanovo (sídlo správy) - Košov | - Krasen - Mečka - Nisovo - Pirgovo - Svalenik | - Tabačka - Trăstenik - Štrăklevo |

## Sousední obštiny
| Růžice kompasu |            | Ruse            |             | Růžice kompasu |
| Růžice kompasu | Borovo     | Sever           | Vetovo      | Růžice kompasu |
| Růžice kompasu | Borovo     | Obština Ivanovo | Vetovo      | Růžice kompasu |
| Růžice kompasu | Borovo     | Jih             | Vetovo      | Růžice kompasu |
| Růžice kompasu | Dve Mogili | Opaka           | Car Kalojan | Růžice kompasu |

## Obyvatelstvo
K 15. září 2024 v obštině žilo 7 894 obyvatel a bylo zde trvale hlášeno 8 710 obyvatel. Podle sčítání 7. září 2021 bylo národnostní složení následující:
- Bulhaři: 5 716 (78.5 %)
- Turci: 1 340 (18.4 %)
- Romové: 180 (2.5 %)
- ostatní[p 3]: 47 (0.6 %)

V období 2011 až 2021 v obštině ubylo 1 132 obyvatel.